# Шевалье де Сент-Эрмин
«Шевалье де Сент-Эрмин» (фр. Le chevalier de Sainte-Hermine) — последний, незаконченный исторический роман французского писателя Александра Дюма-отца. Действие происходит во время Наполеоновских войн, в 1800—1807 гг.
Это заключительная часть трилогии, в которую также входят романы «Белые и синие» (1867) и «Соратники Иегу» (1857). Последняя книга повествует о французском офицере, который во время Трафальгарского сражения застрелил адмирала Нельсона. Главы из романа публиковались в газете Le Moniteur universel с 1 января по конец октября 1869 года.
Отдельной книгой роман при жизни автора не издавался, поэтому оставался неведомым ни читателю, ни литературоведам в течение 135 лет. Публикация в периодическом издании была обнаружена исследователем творчества и биографом Дюма-отца — Клодом Шоппом (Claude Schopp). Отдельной книгой роман был издан во Франции только в 2005 году.  Русский перевод (М. Рожновой и др.) появился в 2006 году. Александр почти дописал книгу до конца, но только почти, две последние главы пришлось написать Шоппу по имеющимся в его источниках информации данным относительно судьбы героев - крысы частично изъели найденную в Чехословакии рукопись. Сама же книга публиковалась в журнале, последние главы не вышли в тираж. Они ожидались, об этом было заявлено, но дальше последовала болезнь автора и они так и не появились. Выпуски газет были обнаружены в библиотеке совершенно случайно Клодом, когда тот надеялся найти что-то новое об Александре, но нашел намного большее, чем то, на что он рассчитывал. Журнальным публикациям свойственна поспешность, Александр должен был выдерживать определенные сроки и присылать своевременно главы, потому роман, собранный Клодом из всех источников, содержал ряд неточностей и ошибок, большую часть которых тот исправил. Скорее всего последующее издание книги отдельным выпуском могло позволить свести все к идеальному виду, как это происходило обычно, но ввиду смерти Дюма в конце 1870-го года читателю ничего не остается, как довольствоваться тем, что удалось найти. Начало романа охватывает эпизоды предыдущих книг, и это вносит в них определенный сумбур, который автор так и не успел поправить. Главный герой - Эктор, третий, младший брат семейства, чьи отец и два старших брата (Леон и Шарль) погибли, исполняя кровную месть роялистов за казнь короля и королевы во время революции. Волею случая тот знакомится с Наполеоном, так как его возлюбленная вращается в его кругах. Тот одобряет их будущий брак, но внезапно Эктор получает письмо от бурбоновских роялистов с требованием немедленного сбора. В результате это становится предметом размолвки, он вынужден все бросить и продолжить дело братьев и отца. Его берут в плен после неудачного налета на дилижанс с деньгами Директории, после чего сажают в тюрьму, где его должны были казнить, но потом все кончается сроком. Спустя несколько лет Наполеон соглашается сделать его простым солдатом и отправить на войну матросом корсарского судна. Эктор совершает подвиги и помогает Бонапарту в его делах, но тот отказывается его прощать даже после его многочисленных успехов. Заключенный ранее мир же освобождает его от семейной вендетты. В 2008-м году вышло продолжение книги - «Спасение империи, или Гектор де Сент-Эрмин», написанное в, как минимум, полноценном соавторстве с Клодом Шоппом. Эта книга не публиковалась при жизни Дюма даже в журнальном формате, а была просто восстановлена по записям, запискам издательству и, наконец, просто дописана по имеющемуся изложенному в них плану Дюма. Здесь речь идет уже о периоде похода на Россию и ссылки Наполеона, неудачной попытке вернуться к делам в лице той же битвы при Ватерлоо. Эктор получает прощение Наполеона и отправляется в рискованное путешествие по Италии, и другим странам, чтобы помочь принцу Евгению справиться с ожидающими его там трудностями и выполнить важное поручение Бонапарта. Очевидно, что в четвертой части серии значительно больше текста, написанного самим Клодом. Дюма занимался им незадолго до смерти, и большинство осталось только в лице озвученного в записках замысла. До публикации книги Шоппа несколько глав книги публиковались как начало нового, неизвестного произведения Дюма, как приложение к «Шевалье де Сент-Эрмину». После этого ему удалось обнаружить благодаря другу еще несколько глав произведения, которые тот обнаружил и принес ему в момент написания романа. Новые найденные источники позволили охватить более поздний период Наполеона. Определенную путаницу вносит стремление издательств включать книги - одну в другую в качестве разных томов. Наиболее понятная - два тома «Шевалье» (иногда есть и третий том, в котором содержатся просто многочисленные комментарии), следом идут два тома с «Эктором» (в журнальном формате произведение называлось именно так, потому третья книга может называться и так тоже, зависит от издания). В 2020 году издательство Арт Бизнес Центр выпустило перевод под названием «Эктор де Сент-Эрмин».